# Andrés Waissbluth
Andrés Rodrigo Waissbluth Weinstein (Madison, Estados Unidos; 10 de marzo de 1973) es un director cinematográfico, guionista, académico y productor chileno.

## Biografía
Sus padres fueron el ingeniero Mario Waissbluth y la psicóloga Eugenia Weinstein, quienes tuvieron a Andrés, mientras realizaban estudios de posgrado en la Universidad de Wisconsin, en la ciudad de Madison, Estados Unidos. Cuando la familia quiso regresar a Chile, en 1975, no pudo hacerlo, porque la Junta Militar encabezada por el general Augusto Pinochet —que el mismo año del nacimiento de Andrés había dado el golpe de Estado contra el gobierno de Salvador Allende— no se lo permitió; optaron entonces por irse a México, donde vivieron hasta 1979. De regreso en Chile, la familia se instaló en Santiago, donde Andrés terminó la secundaria en el Andrée English School e ingresó a la carrera de Ingeniería Comercial en la Universidad Católica, de la que se tituló en 1991.
Sobre su camino hacia el arte ha relatado: «Nunca tuve el perfil del estudiante con capacidades artísticas, pues a pesar de que me interesaba el arte, era más bien torpe con las manos y, por otro lado, parecía más inclinado a las matemáticas. En la casa trataban de convencerme de que no tenía 'dedos para el piano', y con el argumento de que la artista de la familia era mi hermana, me aconsejaban estudiar ingeniería». Pero en el colegio contó con el apoyo de la profesora Francisca Cabedo: «Recuerdo que me repetía que era torpe pero talentoso, y que no me preocupara, porque de la torpeza y la sociedad brotaba mi talento. Mis pinturas eran mucho empaste, agregaba una capa sobre otra hasta que sentía que estaban terminadas. Creo que esto fue súper importante para mí, y finalmente me motivó a hacer cine, a hacer música, a confiar en las ideas más que en los dedos, en la mirada más que en el pincel, y en el fondo, a convencerme de que tenía capacidad».
Después obtendría una beca del Instituto de Cooperación Iberoamericana y partiría a Cuba, a la Escuela Internacional de Cine y Televisión, en San Antonio de los Baños, de la que egresaría en 1996 como director.
Comenzó con cortometrajes y documentales que recibieron premios en Cuba, Alemania y Chile.
Su primer trabajo en un largometraje lo hizo como asistente de dirección en Gringuito (1998), película del chileno Sergio Castilla. Cinco años después estrenó su primer largometraje propio, Los debutantes, del que fue guionista, director y productor. Está película fue la nominada por Chile en 2004 a los premios Óscar y a los Goya
Otros cinco años lo separan de su segundo estreno, 199 recetas para ser feliz (2008), película inspirada en el cuento Noticias de Milo, que forma parte del libro Mujer desnuda fumando en la ventana, de Marcelo Leonart. El guion es de este escritor, junto con Nona Fernández y Cristián Jiménez, mientras que las recetas vienen de la madre de Waissbluth. La cinta fue premiada en la categoría WIP del XV Festival Internacional de Cine de Valdivia y como mejor film en el Festival Internacional de Cine Chungmuro (Seúl).
Waissbluth fue director de la Escuela de Cine del Instituto Arcos y últimamente "se ha dedicado a fondo" también a la pintura. Su primera exposición individual se titula Sin tiempo (10-30 de octubre de 2012, galería La Posada del Corregidor).
Andrés tiene tres hijos. Su hermano Javier es un ingeniero civil convertido en rabino; su padre, profesor de la Universidad de Chile, encabeza la fundación Educación 2020; su madre es autora de varios exitosos libros de autoayuda.
En la actualidad es director de la carrera de cine de la Universidad del Desarrollo.

## Obras
- Amén, corto, 1994
- Suburbios, corto, 1996
- El príncipe Carlos, documental, 1995
- 18 en el parque, documental, 1999
- Los debutantes, largometraje, 2003
- 199 recetas para ser feliz, largometraje, 2008
- Un caballo llamado Elefante, largometraje, 2014